# Robert Baetens
Robert Frédérik Louis Baetens (Amberes, 28 de octubre de 1930-19 de octubre de 2016) fue un deportista belga que compitió en remo.
Participó en dos Juegos Olímpicos de Verano en los años 1952 y 1956, obteniendo una medalla de plata en Helsinki 1952 en la prueba de dos sin timonel. Ganó cuatro medallas en el Campeonato Europeo de Remo entre los años 1951 y 1956.

## Palmarés internacional
| Juegos Olímpicos   | Juegos Olímpicos       | Juegos Olímpicos  | Juegos Olímpicos |
| Año                | Lugar                  | Medalla           | Prueba           |
| ------------------ | ---------------------- | ----------------- | ---------------- |
| 1952               | Helsinki (Finlandia)   | Medalla de plata  | Dos sin timonel  |
| Campeonato Europeo |                        |                   |                  |
| Año                | Lugar                  | Medalla           | Prueba           |
| 1951               | Mâcon (Francia)        | Medalla de oro    | Dos sin timonel  |
| 1953               | Copenhague (Dinamarca) | Medalla de plata  | Dos sin timonel  |
| 1955               | Gante (Bélgica)        | Medalla de plata  | Dos sin timonel  |
| 1956               | Bled (Yugoslavia)      | Medalla de bronce | Dos sin timonel  |